# Jan Henrik Stahlberg

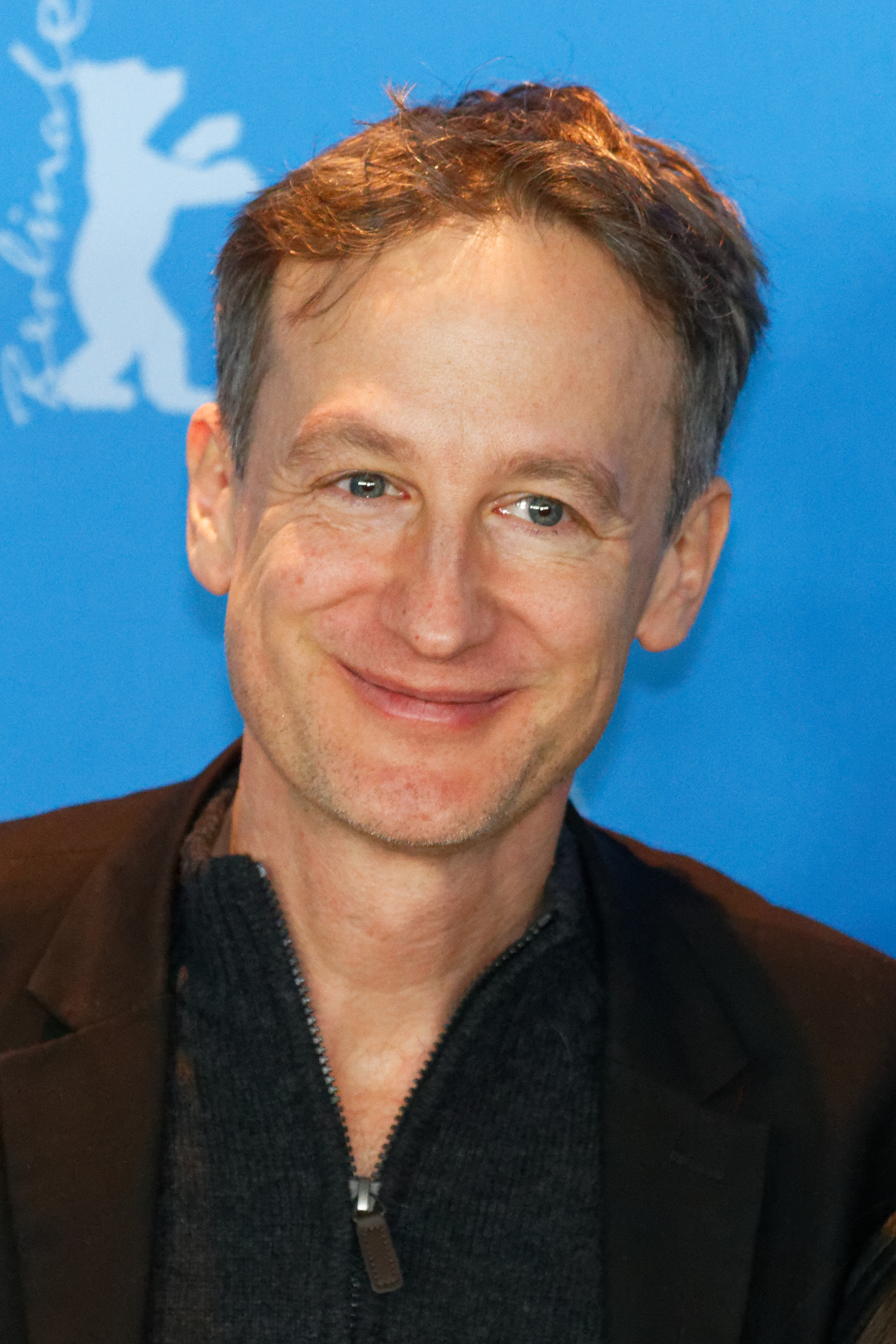
Jan Henrik Stahlberg (2017)

Jan Henrik Stahlberg (* 30. Dezember 1970 in Neuwied) ist ein deutscher Schauspieler, Drehbuchautor und Regisseur.

## Leben
Stahlberg absolvierte nach dem Abitur zunächst ein Schauspielstudium an der Schauspielschule Zerboni in München und anschließend am Institut des Arts de Diffusion in Brüssel, wo er 1997 als Schauspielabsolvent mit dem Preis der „Union des Artistes“ ausgezeichnet wurde. Nach dem Studium spielte er an verschiedenen deutschsprachigen Theatern, etwa am Stadttheater Ingolstadt und an der Berliner Volksbühne, und war in verschiedenen Film- und Fernsehproduktionen zu sehen. 2003 übernahm Stahlberg in Franz Müllers Kein Science Fiction seine erste Hauptrolle in einem Kinofilm.
Bekanntheit erlangte er 2004 mit der schwarzen Komödie Muxmäuschenstill. Stahlberg schrieb das Drehbuch für den Film und übernahm die Hauptrolle des Weltverbesserers Herr Mux, der sich immer mehr in seiner Selbstjustiz verliert. Regie führte Marcus Mittermeier. 2006 folgte Stahlbergs Regiedebüt Bye Bye Berlusconi!, das er zusammen mit der Drehbuchautorin und Schauspielerin Lucia Chiarla schrieb. Die Politsatire feierte auf der Berlinale in der Sektion „Panorama Spezial“ Premiere, wo sie mit dem Femina-Film-Preis für die Ausstattung ausgezeichnet wurde.
2009 erschien die Mediensatire Short Cut to Hollywood, Stahlbergs zweite Zusammenarbeit mit Mittermeier, die ebenfalls auf der Berlinale uraufgeführt wurde. Stahlberg und Mittermeier bewarben ihren Film mit einer Guerilla-Marketing-Aktion, was die beiden bereits für Muxmäuschenstill getan hatten. Für Short Cut to Hollywood verbreiteten sie Falschmeldungen über einen angeblichen Bombenanschlag in der fiktiven kalifornischen Kleinstadt Bluewater, die von der Presseagentur dpa weiterverbreitet wurde. Die sogenannte Bluewater-Affäre sorgte für harsche Kritik und eine öffentliche Diskussion über Fake News und moralische Grenzen der Werbung.
2017 erschien die Filmsatire Fikkefuchs über toxische Männlichkeit. Stahlberg verfasste das Drehbuch, führte Regie und spielte neben Franz Rogowski eine der beiden Hauptrollen. Der Independent-Film wurde durch Crowdfunding über die Plattform Startnext finanziert.
Stahlberg lebt in Berlin.

## Filmografie (Auswahl)

### Schauspieler
- 1997: The dog of Flanders (Regie: Kevin Broudy)
- 1997: Das Amt (Fernsehfilm-Serie, Regie: Micha Terjung)
- 1998: Les hommes et les femmes (Fernsehfilm, Regie: Philippe de Broca)
- 1998: Cric & Croc (Regie: Stéphane Tielemans)
- 1998: Die Schule (Regie: Michael Rowitz)
- 1998/1999: City Express (Regie: Norbert Skrovanek und andere)
- 2000: Das Amt (Fernsehserie)
- 2001: Westend (Regie: Markus Mischkowski)
- 2001: Hans Christian Andersen (Fernsehfilm, Regie: Peter Saville)
- 2001: In Love and War (Fernsehfilm, Regie: John Kent Harrison)
- 2002: Mehr als nur Sex (Fernsehfilm)
- 2002: Kleeblatt küsst Kaktus (Fernsehfilm)
- 2002: Ein starkes Team – Blutsbande (Fernsehfilm)
- 2002: Il consiglo d’Egitto (Regie: Emidio Greco)
- 2003: Körner und Köter: Vier Pfoten für ein Halleluja (Fernsehfolge, Regie: Thomas Nennstiel)
- 2003: A Man’s World (Regie: Dagmar Hirtz)
- 2003: Single Shots (Regie: Oliver Schmitz)
- 2003: Kein Science Fiction (Regie: Franz Müller)
- 2003: Mädchen, Mädchen II (Regie: Peter Gersina)
- 2003: Das blutende Herz (Regie: Joseph Vilsmaier)
- 2004: Bei gutem und bei schlechtem Wetter (Regie: Josh Bröcker)
- 2004: Muxmäuschenstill (auch Drehbuch; Regie: Marcus Mittermeier)
- 2004: Tatort – Herzversagen (Fernsehfilm, Regie: Thomas Freundner)
- 2005: Hölle im Kopf (Fernsehfilm, Regie: Johannes Grieser)
- 2005: Mozartbrot (Regie: Erek Kühn)
- 2005: Stürmisch verliebt (Fernsehfilm, Regie: Josh Broecker)
- 2005: Plötzlich berühmt (Fernsehfilm, Regie: Oliver Schmitz)
- 2005: Tatort – Schneetreiben (Fernsehfilm, Regie: Tobias Ineichen)
- 2005: Kometen (Regie: Till Endemann)
- 2005: Vollgas – Gebremst wird später (Fernsehfilm, Regie: Lars Montag)
- 2006: Bye Bye Berlusconi! (auch Drehbuch und Regie)
- 2006: Knallhart (Regie: Detlev Buck)
- 2006: FC Venus – Angriff ist die beste Verteidigung (Regie: Ute Wieland)
- 2007: Kein Bund für’s Leben (Regie: Granz Henman)
- 2008: Märzmelodie (Regie: Martin Walz)
- 2008: KDD – Kriminaldauerdienst (Fernsehfilm, zwei Folgen)
- 2008: Mogadischu (Fernsehfilm, Regie: Roland Suso Richter)
- 2009: Tatort – Kassensturz (Fernsehfilm, Regie: Lars Montag)
- 2009: Short Cut to Hollywood (auch Drehbuch; Regie mit Marcus Mittermaier)
- 2010: Tatort – Absturz (Fernsehreihe, Regie: Torsten Fischer)
- 2010: Der Staatsanwalt – Tödliche Erkenntnis (Fernsehfilm. Regie: Boris Keidies)
- 2010: Zeiten ändern dich (Regie: Uli Edel)
- 2010: Polizeiruf 110 – Die Lücke, die der Teufel lässt (Fernsehreihe)
- 2011: Alarm für Cobra 11 – Die Autobahnpolizei – In der Schusslinie (Fernsehserie)
- 2012: 2 für alle Fälle – Manche mögen Mord (Fernsehreihe, Regie: Christoph Schnee)
- 2012: Sechzehneichen (Fernsehfilm)
- 2012: Tatort – Ihr Kinderlein kommet (Fernsehreihe, Regie: Thomas Jauch)
- 2013: Der letzte Bulle (Fernsehserie, Folge: Uschi, mach keinen Quatsch)
- 2013: Kommissarin Lucas – Lovergirl (Fernsehreihe)
- 2013: Mord in den Dünen (Fernsehfilm)
- 2013: Die Männer der Emden
- 2014: In gefährlicher Nähe
- 2014: Der Kuckuck und der Esel
- 2014: Nord bei Nordwest – Käpt’n Hook (Fernsehreihe)
- 2015: Letzte Spur Berlin (Fernsehserie, Folge: Ausgeträumt)
- 2016: Stralsund: Schutzlos (Fernsehreihe)
- 2016: Stralsund: Vergeltung (Fernsehreihe)
- 2017: Einsamkeit und Sex und Mitleid
- 2017: Django – Ein Leben für die Musik (Django)
- 2017, 2021: Alarm für Cobra 11 – Die Autobahnpolizei – Eltern undercover, Das Team (Fernsehserie)
- 2017: Fikkefuchs (auch Drehbuch und Regie)
- 2017: Lux – Krieger des Lichts (Regie: Daniel Wild)
- 2017: Wilsberg: Die fünfte Gewalt (Fernsehreihe)
- 2018: Ella Schön: Die Inselbegabung (Fernsehreihe)
- 2018: Ein starkes Team – Tödlicher Seitensprung (Fernsehreihe)
- 2018: Reise nach Jerusalem
- 2019: Die Goldfische
- 2019: Das Quartett: Der lange Schatten des Todes (Fernsehreihe)
- 2019: 4 Blocks (Fernsehserie, 3. Staffel)
- 2020: SOKO München – Im Angesicht des Todes (Fernsehserie)
- 2021: Eisland (Fernsehfilm)
- 2021: Wenn das fünfte Lichtlein brennt
- 2022: Balko – Teneriffa: Doppelt hält besser
- 2023: Ostfriesenwut
- 2024: Zeit Verbrechen (Miniserie, Folge Love by Proxy)
- 2024: Wilsberg: Blinde Flecken (Fernsehreihe)
- 2024: Muxmäuschenstill X (auch Drehbuch)

### Drehbuchautor und Regisseur
- 2004: Muxmäuschenstill (Drehbuch)
- 2006: Bye Bye Berlusconi! (Drehbuch und Regie)
- 2009: Short Cut to Hollywood (Drehbuch; Regie mit Marcus Mittermeier)
- 2017: Fikkefuchs (Drehbuch mit Wolfram Fleischhauer und Regie)
- 2024: Muxmäuschenstill X (Drehbuch und Regie)

## Hörspiele
- 2013: Paul Plamper: Der Kauf – Realisation: Paul Plamper (WDR/BR/DLF/Schauspiel Köln)

## Auszeichnungen
- 2004: Preis für das beste Drehbuch beim Filmfestival Max Ophüls Preis
- 2009: Preis für die beste Tongestaltung für Short Cut to Hollywood (mit Marcus Mittermeier) beim Filmkunstfest Mecklenburg-Vorpommern